# 埃兴 (弗赖辛县)
埃兴（德語：Eching，發音：[ˈɛçɪŋ]）是德国巴伐利亚州上巴伐利亚行政区弗赖辛县的市镇，面积37.32平方千米，2023年12月31日人口为14,475人。